# Пакила
Па́кила (фин. Pakila, швед. Baggböle) — район Хельсинки, в девяти километрах на север от центра города. В его состав входят Лянси-Пакила и Итя-Пакила. Численность населения района составляет 10 275 человек.
Пакила когда-то была частью сельской общины Хельсинки (совр. Вантаа). В XIX веке основным языком жителей района был шведский, а численность населения составляла около 40 человек. В XX веке Пакила постепенно превратилась в пригород Хельсинки, и с тех пор этот район в основном заселяли более бедные слои населения. Кроме того, население Пакила заметно увеличилось после того, как в этот район переехали карельские беженцы. В последующие десятилетия район превратился в зону среднего класса.
Писатель Марти Ларни (1909—1993) родился в Пакиле.[значимость факта?]